# Reviparina
La reviparina, utilizzata come sale sodico, è una molecola dotata di attività antitrombotica, i cui effetti emorragici si sono dimostrati inferiori a quelli dell'eparina.

## Farmacodinamica
Reviparina è un'eparina a basso peso molecolare, ottenuta tramite depolimerizzazione dell'acido nitroso, da eparina estratta dalla mucosa intestinale suina.
La sua struttura è caratterizzata, per lo più, da un gruppo di acido 2-O-sulfo-α-lidopiranosuronico. Il peso molecolare medio della molecola è pari a circa 3900 dalton.

## Farmacocinetica
Reviparina a seguito di somministrazione per via sottocutanea viene facilmente assorbita. Le concentrazioni plasmatiche di picco (Cmax) vengono raggiunte entro 3 ore dalla somministrazione sottocutanea. La biodisponibilità è pari a circa il 95%. 
L'eliminazione della molecole avviene prevalentemente attraverso l'emuntorio renale. L'emivita dell'antitrombotico è di circa 3 ore.

## Usi clinici
L'utilizzo è sovrapponibile alle altre eparine. La molecola viene perciò impiegata per la profilassi della trombosi venosa profonda (associata o meno all'embolia polmonare) e nella prevenzione di eventi trombotici acuti dopo interventi di angioplastica coronarica transluminale percutanea (PTCA). È stata anche impiegata nella prevenzione di eventi trombotici che si possono verificare in corso di emodialisi e come profilassi della trombosi venosa profonda a seguito di interventi di chirurgia generale e ortopedica, in soggetti ad elevato rischio.

### Effetti collaterali e indesiderati
Le emorragie sono risultate le reazioni avverse più comunemente riportate. Come con altre sostanze anticoagulanti, è possibile che si verifichino emorragie in presenza di fattori di rischio associati: ad esempio danni organici con diatesi emorragica, l'esecuzione di procedure invasive oppure l'uso concomitante di farmaci che interferiscono con l'emostasi.

### Controindicazioni
Reviparina è controindicata in caso di ipersensibilità al principio attivo, all'eparina e molecole chimicamente correlate, in particolare altre eparine a basso peso molecolare oppure ad uno qualsiasi degli eccipienti contenuti nella formulazione farmaceutica.
Il farmaco è inoltre controindicato nei soggetti con anamnesi positiva per trombocitopenia da altre eparine a basso peso molecolare (fraxiparina, enoxaparina ed altre), nonché nei pazienti con storia di pregressi accidenti cerebrovascolari emorragici.

### Dosi terapeutiche
La somministrazione avviene tramite iniezioni sottocutanee a livello addominale. In letteratura medica (per la prevenzione del tromboembolismo venoso secondario ad interventi chirurgici) è stata somministrata per via sottocutanea al dosaggio di circa 1400 unità una volta al dì.

## Gravidanza e allattamento
Studi condotti sugli animali non hanno dimostrato proprietà embriotossiche o teratogene. Dato che gli studi sui modelli animali non sono sempre predittivi della risposta umana, la molecola dovrebbe essere utilizzata in gravidanza solo se il terapeuta ne ha verificato l'effettiva necessità.
Non è chiaro se la reviparina venga escreta immodificata nel latte materno, inoltre l'eventuale assorbimento orale da parte del neonato è estremamente improbabile. 
In ogni caso, a titolo precauzionale, alle madri in trattamento con reviparina dovrebbe essere sconsigliato di allattare al seno.